# Киселёв, Иван Фёдорович
Ива́н Фёдорович Киселёв (Киселев) (1888—1938) — сотрудник органов охраны правопорядка, руководитель Главного управления рабоче-крестьянской милиции с 1928 по 1931 год.

## Биография
Родился в 1888 году в семье бедных казаков. Русский. С 1902 года работал батраком в станице Буранной Оренбургской губернии. Позднее — рабочий заводов Петрограда и Москвы, участник революции, член коммунистической партии с 1915 года. В 1918 избирался председателем казачьего окружного комитета (исполкома) Оренбуржья. С 1919 года — комиссар 3-й кавалерийской дивизии, на базе которой 12 апреля 1919 года был сформирован при его участии 4-й советский трудовой казачий полк. Сообщил Л. Д. Троцкому, что беспокойство насчет плохой характеристики И. Д. Каширина безосновательно, и тот остался командиром казачьей кавалерийской бригады.
12 октября 1920 Учредительный съезд Советов избрал в ЦИК Киргизской Автономной Социалистической Советской Республики 76 членов и 25 кандидатов. Среди них были: А. Д. Авдеев, А. Айтиев, И. А. Акулов, А. М. Алибеков, С. Д. Аранчеев, А. Т. Джангильдин, И. Ф. Киселёв, Г. Н. Коростелев, С. С. Мендешев, В. А. Радус-Зенькович, М. Т. Ряхов, С. Сейфулин, П. Я. Струппе и другие. В 1921 году состоял заместителем председателя казачьего отдела ВЦИК, а в 1925 году — заместителем председателя ЦИК Кирреспублики.
Заведующий управлением милиции в Уральске (Уральская область) с 17 мая 1921. Один из инициаторов создания внутренней службы:
«Начало существования ведомственной милиции относится примерно к 1922 году, и создание её происходило не сверху, по распоряжению центральных органов, а снизу, по инициативе мест. После ликвидации различных видов милиции, имевшихся ранее в составе общегосударственной милиции, и ограничение работы последней только выполнением общих задач по охране революционного порядка и безопасности, совершенно естественным стал вопрос о порядке охраны имущества, принадлежащего государству, и организации для этой цели каких-либо специальных видов вооружённой охраны».
В структуре НКВД РСФСР с 1925 года возглавлял отдел милиции ЦАУ. С 1928 года — исполняющий обязанности начальника милиции Республики. В январе 1929 года приказом по НКВД назначен членом коллегии НКВД и начальником милиции Республики.

Книга И. Л. Солоневича «Самооборона и нападение без оружия. Элементарное руководство», допущенная Научно-техническим комитетом при Высшем совете физической культуры, была опубликована издательством НКВД РСФСР в 1928 году в рамках «Библиотеки работника милиции и угрозыска». Будучи редактором этого издания, И. Ф. Киселёв в предисловии справедливо отметил: 
«…Существующая литература по этим видам физкультуры (бокс и борьба) имеет целью, главным образом, не чисто прикладной характер, а спортивный и рассматривает, например, бокс в чистом виде, вне всякой связи с борьбой или джиу-джитсу. И Солоневич в своей книге из серии книг, издаваемых Отделом милиции по производственному просвещению, делает первую попытку объединить бокс, борьбу, джиу-джитсу или, вернее, отдельные приёмы их в один комплекс, преследующий чисто практические цели и приспособленный к условиям милицейско-розыскной службы. Труд товарища Солоневича построен на чисто производственной базе, на анализе милицейской и розыскной службы».
В марте 1929 года были приняты правила по учёту и призыву военнообязанных, зачисленных в запас рабоче-крестьянской милиции (Приказ № 2655). Согласно решению коллегии НКВД РСФСР от 20 декабря 1929 года начальнику Главного управления милиции республики И. Ф. Киселёву поручалось разработать типовую инструкцию о проведении на местах сборов милиционеров-резервистов. В соответствии с полученными указаниями И. Ф. Киселёв предложил привлекать к борьбе за общественную безопасность граждан, отзываемых с основного места работы в порядке очерёдности. Каждый такой призывник должен был «пробыть в органах милиции не менее 7 дней, причем за все время пребывания там за ним сохраняется по месту его работы средний заработок». Первоначально эта идея была заложена в перспективный план развития НКВД, а в июле 1930 года получила одобрение в особом постановлении СНК РСФСР. Вместе с тем значительная часть практических работников, особенно сотрудников уголовного розыска, восприняла данные планы очень скептически, так как они могли привести, по сути, к свёртыванию оперативно-розыскной деятельности. Так в РСФСР появились дружинники (бригады содействия милиции).
14 октября 1930 им утверждено «Положение о ленинских уголках и красных столах». По положению ленинские уголки создавались при районных отделениях и городских отделениях милиции, командах, школах и курсах, насчитывающих штат свыше 50 человек. При наличии штата менее 50 человек организовывались красные столы.
Постановлением Политбюро ЦК ВКП(б) от 5 декабря 1930 признано необходимым пересмотреть как правовые, так и материальные условия работников милиции в направлении некоторого улучшения материального положения и создания условий для установления большей дисциплины. В материальном отношении высший, старший и средний командный состав милиции приравнивался к соответствующим категориям работников ОГПУ. Поручено товарищам Енукидзе, Янсону, Ягоде, Швернику (с правом замены Киркижем), Киселёву и Кацнельсону разработать соответствующее положение.

### Репрессии
На момент ареста в июне 1938 беспартийный (исключён из ВКП(б)), работал заместителем управляющего прииском. Проживал по месту работы в Бодайбинском районе Иркутской области на прииске «Артёмовский». Приговорён Тройкой при Управлении НКВД Иркутской области 8 октября 1938 по обвинению по ст. ст. 58-1 «а», 58-7, 58-8, 58-9, 58-11 УК РСФСР к расстрелу. Расстрелян 21 октября 1938. Место захоронения в городе Иркутске. Реабилитирован 19 ноября 1957 определением Военного трибунала Забайкальского военного округа.

## Публикации
- Самооборона и нападение без оружия: Элементарное руководство / под. ред. нач. Отд. милиции ЦАУ НКВД И. Ф. Киселёва — М.: Изд-во НКВД РСФСР, 1928. — 64 с.: илл. — (Б-ка работника милиции и угрозыска).
- Киселёв И. Ф. 10 лет рабоче-крестьянской милиции // Административный вестник. 1927.
- Инструкция волостному милиционеру: Приказ ЦАУ, 1923 г. № 8. // Опублик.: Инструкция волостному милиционеру с постатейными к ней разъяснениями. / Под ред. И. Ф. Киселёва. М.: Изд. НКВД РСФСР, 1927. — 110 с.
- Назревшие вопросы в работе милиции. // Административный вестник, 1928. № 5.
- Действующие распоряжения по милиции. Постановления, циркуляры, приказы и инструкции. Систематический сборник с пояснениями / сост. В. А. Померанцев, И. Л. Любимов. Под ред. И. Ф. Киселёва. -М.: НКВД РСФСР, 1928.-С. 775.
- Самооборона и нападение без оружия: Элементарное руководство / под. ред. нач. Отд. милиции ЦАУ НКВД И. Ф. Киселёва — М.: Изд-во НКВД РСФСР, 1928. — 64 с.: илл. — (Б-ка работника милиции и угрозыска).
- Киселёв И. Ф. Милиция на селе (Каким должен быть милиционер на селе). М., 1930.